# ميها زارابيك
ميها زارابيك (بالسلوفينية: Miha Zarabec) مواليد 12 أكتوبر 1991 في نوفو ميتسو، هو لاعب كرة يد سلوفيني يلعب كوسط مدافع. يلعب حاليا مع نادي تسليه لكرة اليد ويحمل الرقم 23. مثل منتخب سلوفينيا لكرة اليد. شارك في دورة الألعاب الأولمبية الصيفية سنة 2016.

## المسيرة الاحترافية
لعب مع نادي تريمو تربنجه لكرة اليد في الدوري السلوفيني من سنة 2008 إلى 2012، ثم لعب مع نادي ماريبور برانيك لكرة اليد من سنة 2012 إلى 2014، ثم انتقل إلى نادي تسليه لكرة اليد في الدوري السلوفيني في سنة 2014.

## سجل المنافسة
شارك في البطولات التالية:
- بطولة أوروبا لكرة اليد للرجال 2016
- الألعاب الأولمبية الصيفية 2016

## روابط خارجية
- ميها زارابيك على موقع الاتحاد الأوروبي لكرة اليد (الإنجليزية)
- ميها زارابيك على موقع نادي كيل لكرة اليد (الألمانية)
- ميها زارابيك على موقع أوليمبيديا (الإنجليزية)